# 陽明山温泉

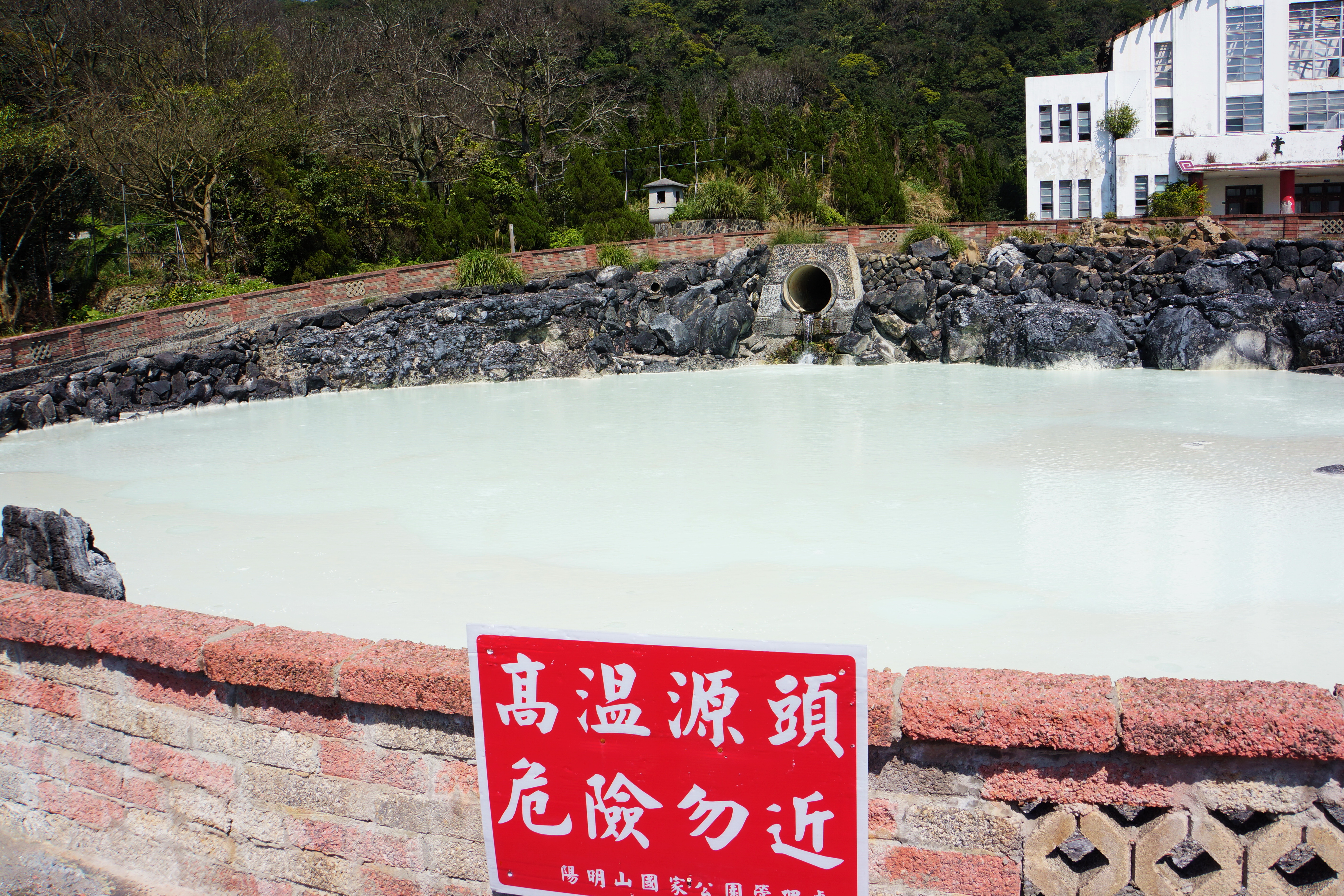
陽明山温泉の源泉

陽明山温泉（ようめいさんおんせん）は台湾陽明山前山公園周辺にある温泉。旧名の草山温泉は、日本統治時代には北投温泉・関子嶺温泉・四重渓温泉とともに台湾の四大温泉として称せられていた。
陽明山温泉は酸性の硫酸塩泉で俗に白磺泉と呼ばれる。
陽明山前山公園蓮花池の畔に無料の公衆浴場が2つあり、寒暑を問わず多くの入浴客で賑わっている。